# Чемпіонат Європи з легкої атлетики серед молоді 2021
Чемпіонат Європи з легкої атлетики серед молоді 2021 був проведений 8-11 липня у Таллінні на стадіоні «Кадріорг»
Первісно чемпіонат планувався до проведення 8-11 липня в Бергені на стадіоні «Фана». Рішення про надання Бергену права провести чемпіонат було прийнято Радою Європейської легкоатлетичної асоціації 4 березня 2019. Це була би друга континентальна легкоатлетична першість серед молоді поспіль (після змагань у шведському Євле у 2019), яка мала би бути проведена у скандинавській країні. Разом з тим, у травні 2021 Європейська легкоатлетична асоціація була змушена скасувати проведення чемпіонату в Норвегії через триваючі у країні пандемічні обмеження. Нове місто-господар чемпіонату було оперативно знайдене в особі естонської столиці, яка вже приймала молодіжний чемпіонат Європи 2015 року.

## Призери

### Чоловіки
| Дисципліни                | Золото                                                                  | Золото      | Срібло                                                                                          | Срібло      | Бронза                                                                                  | Бронза      |
| ------------------------- | ----------------------------------------------------------------------- | ----------- | ----------------------------------------------------------------------------------------------- | ----------- | --------------------------------------------------------------------------------------- | ----------- |
| 100 метрів                | Єремія Азу Велика Британія                                              | 10,25       | Генрік Ларссон Швеція                                                                           | 10,36       | Арнау Монне Іспанія                                                                     | 10,41       |
| 200 метрів                | Вільям Реайс Швейцарія                                                  | 20,47       | Хесус Гомес Іспанія                                                                             | 20,60 PB    | Поль Ретамаль Іспанія                                                                   | 20,76       |
| 400 метрів                | Рікі Петруччіані Швейцарія                                              | 45,02 CR    | Йонатан Сакор Бельгія                                                                           | 45,17 SB    | Едоардо Скотті Італія                                                                   | 45,68 SB    |
| 800 метрів                | Сімоне Баронтіні Італія                                                 | 1.46,20     | Еліотт Крестан Бельгія                                                                          | 1.46,32     | Томас Рендольф Велика Британія                                                          | 1.46,41 PB  |
| 1500 метрів               | Рубен Вергейден Бельгія                                                 | 3.40,03     | Маріо Гарсія Іспанія                                                                            | 3.40,11     | Ісаак Надер Португалія                                                                  | 3.40,58     |
| 5000 метрів               | Мохамед Мохумед Німеччина                                               | 13.38,69    | Аарон лас Ерас Іспанія                                                                          | 13.43,14    | Балдвін Магнуссон Ісландія                                                              | 13.45,00 NR |
| 10000 метрів              | Едуардо Меначо Іспанія                                                  | 29.14,92 PB | Флоріан ле Паллек Франція                                                                       | 29.23,82    | Валентин Гондуан Франція                                                                | 29.24,40    |
| 110 метрів з бар'єрами    | Асьєр Мартінес Іспанія                                                  | 13,34       | Майкл Обасуї Бельгія                                                                            | 13,40       | Енріке Льопіс Іспанія                                                                   | 13,44       |
| 400 метрів з бар'єрами    | Алессандро Сібіліо Італія                                               | 48,42       | Еміль Аг'єкум Німеччина                                                                         | 48,96 PB    | Ремсі Анджела Нідерланди                                                                | 49,07 PB    |
| 3000 метрів з перешкодами | Іштван Палковіц Угорщина                                                | 8.34,05     | Етсон Барруш Португалія                                                                         | 8.38,00 PB  | Науель Карабанья Андорра                                                                | 8.39,17     |
| 4×100 метрів              | НімеччинаЯннік Вольф Луїс Бранднер Міло Скупен-Альфа Джошуа Гартманн    | 38,70 AU23R | ІспаніяАрнау Монне Поль Ретамаль Хесус Гомес Серхіо Лопес                                       | 39,00       | УкраїнаЕрік Костриця Андрій Васильєв Кирило Приходько Василь Макух                      | 39,45       |
| 4×400 метрів              | ФранціяЕль-Мір Ріль Тео Андан Давід Сомб Людовік Усені Едді Ліч (забіг) | 3.05,01     | ІталіяАлессандро Москарді Едоардо Скотті Ріккардо Мелі Алессандро Сібіліо Леонардо Пука (забіг) | 3.06,07     | НімеччинаЙоганнес Нортмаєр Кевін Джойте Бен Цапка Еміль Аг'єкум Арне Ліппельзак (забіг) | 3.06,42     |
| Ходьба 20 кілометрів      | Хосе Мануель Перес Іспанія                                              | 1:25.06     | Девід Кенні Ірландія                                                                            | 1:25.50     | Андреа Козі Італія                                                                      | 1:26.05     |
| Стрибки у висоту          | Ян Штефела Чехія                                                        | 2,20 PB     | Натан Ісмар ФранціяМануель Ландо Італія                                                         | 2,172,17 PB | не вручалась                                                                            |             |
| Стрибки в довжину         | Зімон Егаммер Швейцарія                                                 | 8,10 SB     | Генрік Флотнес Норвегія                                                                         | 7,95 NU23R  | Борис Лінков Болгарія                                                                   | 7,84        |
| Стрибки з жердиною        | Етан Кормон Франція                                                     | 5,80 PB     | Еммануїл Караліс Греція                                                                         | 5,65        | Сондре Гуттормсен НорвегіяЕрсу Сасма Туреччина                                          | 5,60        |
| Потрійний стрибок         | Андреа Даллавалле Італія                                                | 17,05       | Енцо Одебар Франція                                                                             | 16,99 PB    | Анаель-Тома Гожуа Франція                                                               | 16,65       |
| Штовхання ядра            | Дмитро Карпук Білорусь                                                  | 20,33       | Альперен Караган Туреччина                                                                      | 19,75       | Одіссей Музенідіс Греція                                                                | 19,41       |
| Метання диска             | Крістьян Чех Словенія                                                   | 67,48 CR    | Євген Богуцький Білорусь                                                                        | 61,21       | Ясьєль Сотеро Іспанія                                                                   | 58,07       |
| Метання молота            | Михайло Кохан Україна                                                   | 77,88       | Христос Францескакіс Греція                                                                     | 75,23       | Рагнар Карлссон Швеція                                                                  | 73,85       |
| Метання списа             | Топіас Лайне Фінляндія                                                  | 81,67       | Леандру Рамуш Португалія                                                                        | 80,61       | Теураїтераї Тупая Франція                                                               | 78,80       |
| Десятиборство             | Андреас Бехманн Німеччина                                               | 8142        | Свен Розен Нідерланди                                                                           | 8056 PB     | Маркус Рут Норвегія                                                                     | 7967 NU23R  |

### Жінки
| Дисципліни                | Золото                                                                                    | Золото     | Срібло                                                                         | Срібло        | Бронза | Бронза      |
| ------------------------- | ----------------------------------------------------------------------------------------- | ---------- | ------------------------------------------------------------------------------ | ------------- | --- | ----------- |
| 100 метрів                | Ліллі Каден Німеччина                                                                     | 11,36      | Рані Росіус Бельгія                                                            | 11,43         | Крістал Авуа Велика Британія                                                                                          | 11,44       |
| 200 метрів                | Далія Каддарі Італія                                                                      | 22,64      | Софія Юнк Німеччина                                                            | 22,87 PB      | Джеміма Джозеф Франція                                                                                                | 22,97       |
| 400 метрів                | Лада Вондрова Чехія                                                                       | 51,19 PB   | Барбора Малікова Чехія                                                         | 51,23 PB      | Зільке Лемменс Швейцарія                                                                                              | 52,09 NU23R |
| 800 метрів                | Ізабель Боффі Велика Британія                                                             | 2.01,80 PB | Елоїза Койро Італія                                                            | 2.02,07 PB    | Вільма Нільсен Швеція                                                                                                 | 2.02,29 PB  |
| 1500 метрів               | Гая Саббатіні Італія                                                                      | 4.13,98    | Марта Дзеноні Італія                                                           | 4.14,50       | Ерін Воллес Велика Британія                                                                                           | 4.14,85     |
| 5000 метрів               | Надя Баттоклетті Італія                                                                   | 15.37,4h   | Клара Лукан Словенія                                                           | 15.44,0h      | Діане ван Ес Нідерланди                                                                                               | 15.48,4h    |
| 10000 метрів              | Ясмейн Лау Нідерланди                                                                     | 32.30,49   | Анна Арнаудо Італія                                                            | 32.40,43 PB   | Ліза Ед Німеччина | 33.35,99 PB |
| 100 метрів з бар'єрами    | Пія Скжишовська Польща                                                                    | 12,77 PB   | Сірена Самба-Маєла Франція                                                     | 12,80         | Клаудія Войтуник Польща                                                                                               | 12,97 PB    |
| 400 метрів з бар'єрами    | Емма Заплеталова Словаччина                                                               | 54,28 CR   | Сара Гальєго Іспанія                                                           | 55,20 NR      | Ясмін Гігер Швейцарія                                                                                                 | 55,25 NU23R |
| 3000 метрів з перешкодами | Флаві Ренуар Франція                                                                      | 9.51,02    | Кінга Кролік Польща                                                            | 9.52,59       | Од Клав'є Франція | 9.58,58     |
| 4×100 метрів              | НімеччинаЛіллі Каден Кешія Квадво Софія Юнк Талея Препенс                                 | 43,05 CR   | ІспаніяАйтано Родріго Хаель Бестюе Єва Сантідріан Кармен Марко                 | 43,74         | ФранціяМарі-Анж Рімлянже Саша Алессандріні Відед Атату Маллорі Леконт                                                 | 44,15       |
| 4×400 метрів              | ЧехіяЛада Вондрова Ніколета Їхова Барбора Весела Барбора Малікова Вера Голубарова (забіг) | 3.30,11    | ФранціяСохна Лакост Луїз Мараваль Камілла Сері Шана Гребо Агат Гільємо (забіг) | 3.30,33 NU23R | ПольщаНаталія Воштил Александра Формелла Кароліна Лозовська Кінга Гацька Александра Всолек (забіг) Анна Гриць (забіг) | 3.30,38     |
| Ходьба 20 кілометрів      | Мер'єм Бекмез Туреччина                                                                   | 1:33.08    | Полін Стей Франція                                                             | 1:34.47 PB    | Антія Чамоса Іспанія                                                                                                  | 1:35.04 PB  |
| Стрибки у висоту          | Ярослава Магучіх Україна                                                                  | 2,00 CR    | Мая Нільссон Швеція                                                            | 1,89          | Лія Апостоловські Словенія                                                                                            | 1,89 SB     |
| Стрибки з жердиною        | Амаліє Швабікова Чехія                                                                    | 4,50 SB    | Моллі Кодері Велика Британія                                                   | 4,45 SB       | Ліза Гуннарссон Швеція                                                                                                | 4,40        |
| Стрибки в довжину         | Петра Фаркаш Угорщина                                                                     | 6,73       | Мерле Гомаєр Німеччина                                                         | 6,69 PB       | Люсі Гадавей Велика Британія                                                                                          | 6,63 PB     |
| Потрійний стрибок         | Тугба Данішмаз Туреччина                                                                  | 14,09 NR   | Спірідула Каріді Греція                                                        | 13,95         | Рута Ласмане Латвія                                                                                                   | 13,75       |
| Штовхання ядра            | Джессіка Схілдер Нідерланди                                                               | 18,11      | Лея Рідель Німеччина                                                           | 17,86 PB      | Акселіна Йоганссон Швеція                                                                                             | 17,85       |
| Метання диска             | Йорінде ван Клінкен Нідерланди                                                            | 63,02      | Гелена Левеелахті Фінляндія                                                    | 57,09 PB      | Аманда Нганду-Нтумба Франція                                                                                          | 56,24       |
| Метання молота            | Саманта Борутта Німеччина                                                                 | 68,80      | Катрін Кох Якобсен Данія                                                       | 66,81         | Кійра Вяанянен Фінляндія                                                                                              | 65,98 PB    |
| Метання списа             | Олександра Коньшина Білорусь                                                              | 59,14 PB   | Мюневвер Ханджі Туреччина                                                      | 57,37         | Жона Айгуй Франція | 55,82       |
| Семиборство               | Адріанна Сулек Польща                                                                     | 6305       | Клаудія Конте Італія                                                           | 6186 PB       | Голлі Міллс Велика Британія                                                                                           | 6095        |

## Медальний залік
На чемпіонаті медалі завоювали спортсмени 27 країн з Італією на чолі медального заліку.
| Місце                | Країна               | Золото | Срібло | Бронза | Загалом |
| -------------------- | -------------------- | ------ | ------ | ------ | ------- |
| 1                    | Італія               | 6      | 5      | 2      | 13      |
| 2                    | Німеччина            | 6      | 4      | 2      | 12      |
| 3                    | Чехія                | 4      | 1      | 0      | 5       |
| 4                    | Іспанія              | 3      | 7      | 5      | 15      |
| 5                    | Франція              | 3      | 6      | 8      | 17      |
| 6                    | Нідерланди           | 3      | 1      | 2      | 6       |
| 7                    | Швейцарія            | 3      | 0      | 2      | 5       |
| 8                    | Туреччина            | 2      | 2      | 1      | 5       |
| 9                    | Велика Британія      | 2      | 1      | 5      | 8       |
| 10                   | Польща               | 2      | 1      | 2      | 5       |
| 11                   | Білорусь             | 2      | 1      | 0      | 3       |
| 12                   | Україна              | 2      | 0      | 1      | 3       |
| 13                   | Угорщина             | 2      | 0      | 0      | 2       |
| 14                   | Бельгія              | 1      | 4      | 0      | 5       |
| 15                   | Словенія             | 1      | 1      | 1      | 3       |
| 15                   | Фінляндія            | 1      | 1      | 1      | 3       |
| 17                   | Словаччина           | 1      | 0      | 0      | 1       |
| 18                   | Греція               | 0      | 3      | 1      | 4       |
| 19                   | Швеція               | 0      | 2      | 4      | 6       |
| 20                   | Португалія           | 0      | 2      | 1      | 3       |
| 21                   | Норвегія             | 0      | 1      | 2      | 3       |
| 22                   | Ірландія             | 0      | 1      | 0      | 1       |
| 22                   | Данія                | 0      | 1      | 0      | 1       |
| 24                   | Ісландія             | 0      | 0      | 1      | 1       |
| 24                   | Андорра              | 0      | 0      | 1      | 1       |
| 24                   | Болгарія             | 0      | 0      | 1      | 1       |
| 24                   | Латвія               | 0      | 0      | 1      | 1       |
| Загалом (27 збірних) | Загалом (27 збірних) | 44     | 45     | 44     | 133     |

## Виступ українців
До складу збірної України, яка була заявлена до участі в чемпіонаті, було включено 58 спортсменів.
| Чоловіки (27+2)[a] | Чоловіки (27+2)[a]                                                     | Чоловіки (27+2)[a] | Чоловіки (27+2)[a] |
| Місце              | Атлет                                                                  | Дисципліна         | Результат          |
| ------------------ | ---------------------------------------------------------------------- | ------------------ | ------------------ |
| 1                  | Михайло Кохан                                                          | молот              | 77,88              |
| 3                  | Ерік Костриця Андрій Васильєв Кирило Приходько Василь Макух            | 4×100 м            | 39,45              |
|                    | Олександр Погорілко                                                    | 400 м              | 45,87 PB           |
|                    | Михайло Гаврилюк                                                       | молот              | 73,18              |
|                    | Олег Дорощук                                                           | висота             | 2,14               |
|                    | Владислав Лавський                                                     | висота             | 2,14               |
|                    | Максим Ваняікін                                                        | потрійний          | 15,82 (16,24)[b]   |
|                    | Вадим Лонський                                                         | 10000 м            | 29.37,24 PB        |
|                    | Антон Копитько                                                         | довжина            | 7,36 (7,71)        |
|                    | Олексій Кирилін                                                        | диск               | 55,53 (56,19)      |
| ф                  | Ілля Кравченко                                                         | жердина            | NM (5,20)          |
| пф                 | Олексій Овчаренко                                                      | 110 м з/б          | 14,30 (14,26 SB)   |
| пф                 | Андрій Василевський                                                    | 110 м з/б          | 14,64 (14,40 SB)   |
| заб                | Андрій Васильєв                                                        | 100 м              | 10,49              |
| заб                | Ерік Костриця                                                          | 100 м              | 10,58              |
| заб                | Кирило Приходько                                                       | 200 м              | 21,43              |
| заб                | Ерік Костриця                                                          | 200 м              | 21,54              |
| заб                | Микита Барабанов                                                       | 400 м              | 47,58              |
| заб                | Ярослав Демченко                                                       | 400 м              | 47,95              |
| заб                | Владислав Коваленко                                                    | 1500 м             | 3.56,27            |
| заб                | Максим Андрухів                                                        | 110 м з/б          | 14,66              |
| заб                | Василь Сабуняк                                                         | 3000 м з/п         | 9.09,26            |
| заб                | Владислав Мартинюк                                                     | 3000 м з/п         | 9.17,87            |
| заб                | Микита Родченков Ярослав Демченко Микита Барабанов Олександр Погорілко | 4×400 м            | 3.07,87            |
| кв                 | Артур Бортніков                                                        | жердина            | 5,05 SB            |
| кв                 | Владислав Шепелєв                                                      | потрійний          | 15,44              |
| кв                 | Артем Левченко                                                         | ядро               | 17,88              |

| Жінки (28+1)[c] | Жінки (28+1)[c]                                                       | Жінки (28+1)[c] | Жінки (28+1)[c]  |
| Місце           | Атлетка                                                               | Дисципліна      | Результат        |
| --------------- | --------------------------------------------------------------------- | --------------- | ---------------- |
| 1               | Ярослава Магучіх                                                      | висота          | 2,00 CR          |
|                 | Богдана Семьонова                                                     | 10000 м         | 33.49,59 SB      |
|                 | Валерія Іваненко                                                      | молот           | 62,87 (64,46 SB) |
|                 | Яна Фарина                                                            | ходьба 20 км    | 1:43.35          |
|                 | Юлія Лобан                                                            | семиборство     | 5638             |
|                 | Вікторія Ковба                                                        | 10000 м         | 35.22,17         |
|                 | Ірина Довгуша                                                         | 10000 м         | 35.59,42         |
| пф              | Вікторія Ратнікова                                                    | 100 м           | 11,80 (11,68)    |
| пф              | Вікторія Ратнікова                                                    | 200 м           | 24,07 (24,02)[b] |
| пф              | Мар'яна Шостак                                                        | 400 м           | 54,39 (54,17)    |
| заб             | Єва Подгородецька                                                     | 100 м           | 12,05            |
| заб             | Олена Радюк-Кючюк                                                     | 200 м           | 24,56            |
| заб             | Дар'я Вдовиченко                                                      | 800 м           | 2.07,08          |
| заб             | Анастасія Осокіна                                                     | 100 м з/б       | 13,93            |
| заб             | Тетяна Безшийко                                                       | 400 м з/б       | 1.00,68          |
| заб             | Тетяна Білик                                                          | 400 м з/б       | 1.02,64          |
| заб             | Ірина Панаріна Єва Подгородецька Вікторія Ратнікова Анастасія Осокіна | 4×100 м         | 45,33            |
| заб             | Олена Радюк-Кючюк Тетяна Безшийко Марія Буряк Мар'яна Шостак          | 4×400 м         | 3.37,00          |
| кв              | Марія Ященко                                                          | жердина         | NM               |
| кв              | Євгенія Горбатюк                                                      | довжина         | 3,62             |
| кв              | Анастасія Колотій                                                     | потрійний       | 12,98            |
| кв              | Олександра Левченко                                                   | потрійний       | 12,98            |
| кв              | Діана Кравченко                                                       | потрійний       | 12,63            |
| кв              | Тетяна Кравченко                                                      | ядро            | 14,81            |
| кв              | Ганна Хопяк                                                           | ядро            | 14,28            |
| кв              | Дар'я Гаркуша                                                         | диск            | 46,34            |
| кв              | Валерія Дейкун                                                        | диск            | 43,10            |
| кв              | Олена Хамаза                                                          | молот           | 59,48            |
| кв              | Аліна Шух                                                             | спис            | 49,64            |

a  У чоловіків не взяли участь у чемпіонаті двоє заявлених спортсменів — Микола Гончаренко (Полтавська область, 4×100 м) та Ярослав Голуб (Рівненська область, 4×400 м).

b  Тут і надалі у дужках вказаний більш високий результат, що був показаний на попередніх стадіях дисциплін (у забігу чи кваліфікації).

c  З-поміж заявлених жінок не взяла участь у чемпіонаті одна спортсменка — Тетяна Кайсен (Дніпропетровська область, 200 м, 4×100 м).